# Montes Finisterre
Montes Finisterre es una cadena montañosa en el noreste de Papúa Nueva Guinea, El punto más alto de la cordillera es un punto sin nombre que ocupa el puesto número 45 en el mundo por importancia, por lo general se registra a 4175 m, pero otras fuentes sugieren que está se acerca a 4120 m. Sin ascensos exitosos registrados confirmados, este pico es posiblemente el pico no escalado más prominente en el mundo.[cita requerida]